# De nieuwe kerstman
Der nieuwe kerstman (Engels: The New Father Christmas) is een sciencefictionverhaal van Brian Aldiss. Onderwerp is verregaande automatisering en ontmenselijking van de samenleving.

## Het verhaal
Het verhaal speelt zich af op 25 december 2388. Roberta en Robin bewonen een woonhuis boven een geheel geautomatiseerde fabriek. Zij geven onderdak aan drie zwervers. De fabriek blijkt zichzelf gedurende hun bewoning van de weverij X10 te hebben omgevormd naar een fabriek SC541, die eieren legt waarin zich kleine robotjes bevinden, die fabrieken bouwen. Ook de functie van de kerstman is aangepast. Er worden geen presentjes meer uitgedeeld, de nieuwe kerstman van staal en glas verwijdert oude mensen en machines. Jerry, een van de zwervers heeft uit de fabriek één ei meegenomen om als cadeautje te geven. De fabriek is nu kwaad en laat de nieuwe kerstman binnen, voordat de mensen uit de fabriek kunnen ontsnappen.